# Mauricio Walerstein
Mauricio Walerstein (Ciutat de Mèxic, 29 de març de 1945 - Ciutat de Mèxic, 3 de juliol de 2016) fou un director, guionista i productor de cinema mexicà, fill del productor i escriptor Gregorio Walerstein. Començà la seva carrera cinematogràfica produint les pel·lícules El Santo: Operación 67, El tesoro de Moctezuma i Alerta, alta tensión.
L'any 1969 produí Patsy, mi amor, un drama romàntic escrit per Gabriel García Márquez. L'any 1972 dirigí i adaptà al cinema la novel·la Cuando quiero llorar no lloro, de l'escriptor veneçolà Miguel Otero Silva, per la qual rebé una nominació a millor pel·lícula del Festival Internacional de Cinema de Moscou de 1973. L'any 2000 dirigí Jocs sota la lluna, basada en la novel·la homònima de Carlos Noguera que tracta sobre la dictadura de Marcos Pérez Jiménez a la Veneçuela de la dècada de 1950.

## Filmografia

### Com a director
- 1969: Siempre hay una primera vez (episodi Isabel)
- 1972: Cuando quiero llorar no lloro
- 1972: Fin de la fiesta
- 1972: Los Chimbangueles
- 1975: Crónica de un subversivo latinoamericano
- 1978: La empresa perdona un momento de locura
- 1979: Eva, Julia, Perla
- 1980: Historias de mujeres
- 1982: La máxima felicidad
- 1984: Macho y hembra
- 1986: De mujer a mujer
- 1988: Con el corazón en la mano
- 1993: Móvil pasional
- 2000: Juegos bajo la luna

### Com a guionista
- 1967: Los caifanes
- 1969: Siempre hay una primera vez (episodi "Isabel"), escrit juntament amb José Estrada
- 1972: Cuando quiero llorar no lloro
- 1972: Fin de fiesta
- 1978: La empresa perdona un momento de locura
- 1982: La máxima felicidad
- 1984: Macho y hembra
- 1986: De mujer a mujer
- 1993: Móvil pasional
- 2000: Juegos bajo la luna

### Com a productor
- 1967: Los Caifanes
- 1967: Operación 67
- 1968: El tesoro de Moctezuma
- 1969: Alerta, alta tensión
- 1969: Patsy, mi amor
- 1969: Trampas de amor
- 1970: Paraíso
- 1970: El Quelite
- 1971: Para servir a usted
- 1971: El sabor de la venganza
- 1971: Una vez, un hombre...
- 1972: Tacos al carbón
- 1972: Los cacos
- 1974: Crónica de un amor
- 1977: El pez que fuma
- 1983: Secuestro en Acapulco
- 1984: Macho y hembra
- 1999: Rizo

## Nominacions
- 1972: Nominat a millor pel·lícula al Festival Internacional de Cinema de Moscou per Cuando quiero llorar no lloro.